# مدی وشی
مدی وشی (انگلیسی: Maddi Wesche؛ زادهٔ ۱۳ ژوئن ۱۹۹۹) پرتاب‌گر وزنه زن اهل نیوزیلند است.
وی در مسابقات کشوری و بین‌المللی در مجموع برندهٔ ۳ مدال طلا، ۱ مدال نقره، ۱ مدال برنز شده است.